# Короли и капуста (фильм)
«Короли и капуста» — советский художественный фильм режиссёра Николая Рашеева по мотивам одноимённого романа О. Генри.

## Сюжет

### 1 серия
Действие фильма разворачивается в несуществующей центральноамериканской стране под названием Анчурия. По словам главного героя, «на карте буква А накрыла бы всю её территорию, а названия городов утонули бы в воде. Так что не ищи её на карте…». В этой стране могут спокойно жить люди, скрывающиеся от закона, ведь «таково анчурийское законодательство. Полиция занималась своими делами и не совала нос в чужие». Но подлинным хозяином Анчурии является некая иностранная компания, присылающая свои распоряжения с пароходом «Везувий».
Главного героя зовут Билли Кьоу, он немолодой и умудрённый жизнью пройдоха, который теперь предпочитает честно зарабатывать на жизнь в качестве фотографа. Его же друг, Френк Гудвин (он же «Малыш», настоящее имя — Джими Корбет), наоборот — авантюрно настроенный человек, который не прочь моментально разбогатеть.
Два друга жили спокойно, пока в Анчурии не сменился президент. Президенты в Анчурии вообще «менялись чаще, чем погода», но этот бежал, забрав с собой в саквояже всю казну и прихватив талантливую танцовщицу Изабеллу. Ночью он приходит к местному брадобрею Эстебану, чтобы немного изменить внешность, но тот узнаёт в нём бежавшего президента и крадёт саквояж с деньгами, заменив его на саквояж с камнями. Президент затевает драку с брадобреем, и оказавшийся поблизости Гудвин убивает первого, забрав с собой Изабеллу и саквояж. Френк моментально влюбляется в новую знакомую и, обнаружив в саквояже всего лишь камни, решает открыть собственное предприятие, чтобы, заработав денег, уехать из Анчурии вместе с Изабеллой, мечтающей о мировой сцене, а не о выступлениях в захолустной Анчурии.
Не спросив совета опытного Билли Кьоу, Гудвин на все свои сбережения покупает 3000 пар обуви, потому что в Анчурии почти все ходят разутые. Вскоре к нему для допроса приходит представитель местного правительства — Сабас, он ищет того, кто в суматохе забрал саквояж. Во время их разговора жена Эстебана прячет саквояж в один из ящиков с обувью.
Как и предсказал Кьоу, жители не заинтересовались магазином Гудвина, тот жалуется Билли на отсутствие спроса. Билли объясняет ему: «Ты ничего не понимаешь в политэкономии. Спрос нельзя создать, можно только создать условия, вызывающие спрос». Билли покупает мешок самого колючего репейника, якобы затем, чтобы «открыть производство виски». На самом деле под покровом ночной темноты он выходит на улицы города и разбрасывает репейник по улицам. Наутро жители один за одним укалывают ноги и падают на землю.
В этот момент по улицам идёт обутая в башмаки знакомая Билли — Паса, с которой он часто говорил по душам, рассказывал о своём прошлом. Паса, в свою очередь, признаётся ему, что она самая образованная девушка в стране, что её мама говорила, что она может выйти замуж за президента.
Жители соображают, что обувь может спасти их от колючек, и штурмуют магазин Гудвина, так что тому даже приходится наводить порядок стрельбой. Такой неожиданный поворот событий вынуждает Эстебана немедленно забрать саквояж из дома Гудвина, пока тот не нашёл его.
Френка начинает шантажировать местный бродяга и алкоголик по кличке Вельзевул, бывший врач и интеллигент, у которого от прошлого осталось лишь пенсне в золотой оправе. Вельзевул видел, как Гудвин забирал саквояж и требует денег на билет из Анчурии. Френку ничего не остаётся, как согласиться и передать ему выручку за проданную обувь.
Вскоре море выносит на анчурийский берег рыжеволосого человека по имени Дикки Мелони, который на все имеющиеся у него деньги заказывает выпивку для всех и сразу же становится другом всего населения. Вельзевул садится на корабль и пишет послание, которое хочет запечатать в бутылку и бросить к берегам Анчурии. Перегибаясь через перила, он теряет равновесие, падает в море и тонет.

### 2 серия
Билли Кьоу и Эстебан играют в нарды и Билли намекает, что знает о том, что саквояж у брадобрея. Эстебан вынужден перепрятать его далеко в горах. А Изабелла тем временем оставляет Гудвина и уходит на сцену, танцует в местных кабаках.
Паса же влюбляется в Дикки Мелони и выходит за него замуж. Они открывают лавочку, но со временем она замечает, что к Мелони ходят какие-то странные люди и он, похоже, занимается тёмными делами. Тем не менее она по-прежнему остаётся с ним. Паса счастлива и говорит: «Мама мечтала, чтобы я вышла замуж за президента, а я вышла замуж за рыжего разбойника».
Билли Кьоу пока бездействует, он только сидит на берегу и играет на флейте. Френк злится на Билли за то, что тот сидит сложа руки, но друг отвечает ему, что знает, у кого саквояж. Гудвин сразу сменяет гнев на милость и предлагает Билли помощь, но тот уверен, что справится и сам.
Подстрекаемый Билли, Эстебан добивается Изабеллы, обещает обеспечить ей карьеру артистки. Изабелла, по просьбе Билли, флиртует с Эстебаном, и он, полный надежды, отправляется за спрятанным саквояжем с деньгами. Неожиданно выясняется, что о месте, где Эстебан спрятал деньги, знает ещё один, незамеченный прежде человек — слепой скрипач. Ему удаётся забрать саквояж, но не удаётся найти дороги обратно. Скрипач падает с обрыва в море вместе с деньгами. Эстебан, не найдя саквояжа, лишается рассудка.
Сабас грубо оскорбляет Пасу, Дикки избивает его и попадает в заключение.
Неожиданно в Анчурии начинается очередной переворот, и Сабас, взяв с собою войска, мчится в столицу Анчурии, чтобы захватить власть. Тем временем Паса, Билли и Френк навещают Дикки в тюрьме, узнают от него о готовящемся перевороте. Для Дикки захват власти Сабасом означает смерть, и Гудвин принимает решение спасти Дикки, не дав Сабасу войти в столицу. Кьоу нехотя сопровождает его. Друзья затаились в ущелье в горах, ожидая солдат, Кьоу неоднократно предлагает Гудвину уйти, но тот не соглашается. В итоге вдвоём, с двумя револьверами (правда — выстрелив из каждого по 20—30 раз подряд), они расстреливают весь немалый отряд Сабаса, но тому удаётся бежать. Гудвин, известный тем, что «если стреляет — то обязательно попадает», впервые в жизни промазывает. Он потрясён, но утешается тем, что Изабелла возвращается к нему.
В гавань входит пароход «Везувий», и Дикки Мелони посылает Пасу сообщить капитану, что он в тюрьме. Получив взятку, шеф полиции выпускает его. Мелони встречается со своими хозяевами на «Везувии», отчитывается о количестве выпитого, о приобретённой популярности и на вопрос: «Что это за история с женитьбой?» поясняет: «Человек должен испытать бедность, любовь и войну», на что ему возражают: «Да, возможно, но не в одно и то же время». Ничего не подозревающая Паса возвращается к тюрьме, где безуспешно разыскивает Дикки.
Дикки Мелони встречается с Сабасом и оказывается, что он один из возможных «наследников престола», его настоящее имя — Дикки Оливара II, ибо он внук одного из прежних президентов. Старого президента смещают и Дикки становится президентом.
Сабас даёт Дикки Мелони на подпись постановление об аресте преступников Уильяма Кьоу и Джими Корбета, которые «покушались на его жизнь». Дикки заявляет о том, что эти люди — его друзья, но настойчивый Сабас возражает: «Иногда друзья становятся опаснее врага. Вы успеете ещё сделать много добра, но для этого надо быть сильным, господин президент. Ваша подпись необходима для блага Анчурии». Дикки подписывает бумагу.
Билли и Френк слышат сообщение о награде за их поимку и воспринимают его по-разному. Билли философствует на тему того, что «природа движется по кругу, а искусство — по прямой», Френк негодует: «Сволочи! Оценили наши головы только по тысяче долларов…». Ночью друзья бегут к морю, по пути Билли рассуждает: «Мы с Малышом, конечно, не ангелы, но душу дьяволу не закладывали. Есть дороги, какие мы выбираем, есть — какие нас выбирают, и не надо ошибаться на перекрёстках».
К ним присоединяется Изабелла. С ней приходит Паса, которая просит взять её с собой. Билли Кьоу поначалу отказывает, говоря: «Девочка моя, мы никуда не едем… мы просто уезжаем. Нам некуда ехать». Паса угрожает броситься в море, и Кьоу отправляет её в лодку к Гудвину и Изабелле. Затем он прощается с Анчурией и тоже уходит к лодке. В конце фильма звучит песня Юлия Кима «Куда ты скачешь, мальчик?».

## В ролях
- Армен Джигарханян — Билли Кьоу
- Валентин Гафт — Френк Гудвин
- Кахи Кавсадзе — Сабас
- Эрнст Романов — «Вельзевул», доктор Блайт
- Николай Караченцов — Дикки Малони
- Вайва Майнелите (в титрах Майнялите) — Изабелла
- Нелли Волшанинова — Паса
- Расми Джабраилов — Эстебан
- Гурам Николаишвили — Лосада, президент Анчурии
- Феликс Гилевич — Скрипач

В эпизодах
- Юрий Дубровин — американский бизнесмен
- Николай Казаков
- Василий Чхаидзе — Мирафлорес, бывший президент Анчурии

## Съёмочная группа
- Автор сценария — Леван Челидзе
- Постановка Николая Рашеева
- Оператор-постановщик — Феликс Гилевич
- Художники-постановщики: Роман Адамович, Валерий Бояхчьян
- Звукооператор — Г. Калашникова
- Композитор — Владимир Дашкевич
- Текст песен — Ю. Михайлов (Юлий Ким)
- Художник по костюмам — Инна Быченкова

## Факты
Фильм снимался в августе 1978 года в Крыму в г. Феодосия и его пригородах.